# Bela Palfi
Bela Palfi, in serbo Бела Палфи? (Zrenjanin, 16 febbraio 1923 – Zrenjanin, 9 settembre 1995), è stato un calciatore e allenatore di calcio jugoslavo, di ruolo centrocampista.

## Palmarès

### Giocatore

#### Club
- Campionato jugoslavo: 3

Partizan: 1946-1947
Stella Rossa: 1951, 1952-1953
- Coppa di Jugoslavia: 3

Partizan: 1947
Stella Rossa: 1949, 1950

#### Nazionale
- Argento olimpico: 1

Londra 1948